# Kevin Martin (Sänger)

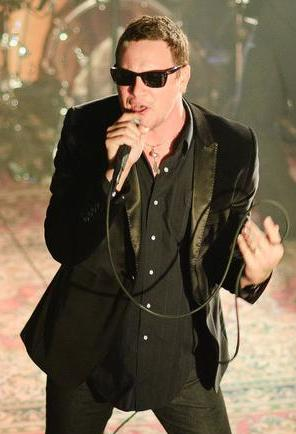
Martin bei einem Auftritt von The Gracious Few (2010)

Kevin Martin (* 9. April 1969 in Elgin, Illinois) ist ein US-amerikanischer Sänger, der als Frontmann der Rockband Candlebox bekannt wurde. 
Martin gründete 1991 zusammen mit Scott Mercado, Peter Klett und Bardi Martin die Band Candlebox. Die Gruppe veröffentlichte bis zu ihrer Trennung 1999 drei Studienalben.
Martin begab sich daraufhin auf Solopfade und gründete zusammen mit Colin Duchin seine eigene Band Kevin Martin & the Hiwatts, die 2002 das bislang einzige Album The Possibility of Being veröffentlichte. Nach sieben Jahren Trennung gaben Kevin Martin und die anderen Gründungsmitglieder 2006 die Wiedervereinigung von Candlebox bekannt. 2008 wurde das Album Into the Sun veröffentlicht.
Im Jahr 2009 schloss sich Martin mit ehemaligen Mitgliedern der Band Live zusammen, um das Nebenprojekt The Gracious Few zu gründen.